# Chisseaux
Chisseaux é uma comuna francesa na região administrativa do Centro, no departamento Indre-et-Loire. Estende-se por uma área de 11,86 km². Em 2010 a comuna tinha 598 habitantes (densidade: 50,4 hab./km²).